# Sylviane Berthod
Sylviane Berthod (ur. 25 kwietnia 1977 w Salins) – szwajcarska narciarka alpejska, czterokrotna medalistka mistrzostw świata juniorów.

## Kariera
Po raz pierwszy na arenie międzynarodowej pojawiła się 3 grudnia 1994 roku w Saas-Fee, gdzie w zawodach FIS zajęła 18. miejsce w gigancie. W 1995 roku wystartowała na mistrzostwach świata juniorów w Voss, gdzie zdobyła złoty medal w zjeździe. Podczas rozgrywanych rok później mistrzostw świata juniorów w Schwyz zdobyła złoty medal w supergigancie oraz srebrne w kombinacji i zjeździe.
W zawodach Pucharu Świata zadebiutowała 13 stycznia 1996 roku w Garmisch-Partenkirchen, gdzie zajęła 33. miejsce w supergigancie. Pierwsze pucharowe punkty wywalczyła 7 marca 1996 roku w Kvitfjell, zajmując 18. miejsce w tej samej konkurencji. Na podium zawodów PŚ po raz pierwszy stanęła 23 stycznia 1999 roku w Cortina d'Ampezzo, kończąc supergiganta na drugiej pozycji. W zawodach tych rozdzieliła Francuzkę Régine Cavagnoud i Austriaczkę Michaelę Dorfmeister. W kolejnych startach jeszcze pięć razy stanęła na podium, za każdym razem w zjeździe: 8 marca 2001 roku w Åre była trzecia, 30 listopada 2001 roku w Lake Louise była druga , 21 grudnia 2001 roku w Sankt Moritz wygrała, 10 marca 2004 roku w Sestriere była druga, a 3 grudnia 2005 roku w Lake Louise ponownie zajęła drugie miejsce. W sezonie 1998/1999 zajęła 16. miejsce w klasyfikacji generalnej.
Wystartowała na igrzyskach olimpijskich w Salt Lake City w 2002 roku, gdzie zajęła siódme miejsce w zjeździe, a supergiganta nie ukończyła. Na rozgrywanych cztery lata później igrzyskach w Turynie była czternasta w zjeździe i piętnasta w supergigancie. Była też między innymi siódma w supergigancie podczas mistrzostw świata w Vail/Beaver Creek w 1999 roku i jedenasta w zjeździe na mistrzostwach świata w Sankt Moritz cztery lata później.
W 2008 roku zakończyła karierę. Pracowała później jako kierowca karetki, a w 2014 roku ogłosiła, że zaręczyła się ze swą partnerką, Laetitią Calvi.

## Osiągnięcia

### Igrzyska olimpijskie
| Miejsce | Dzień     | Rok  | Miejscowość    | Konkurencja | Czas biegu | Strata | Zwyciężczyni         |
| ------- | --------- | ---- | -------------- | ----------- | ---------- | ------ | -------------------- |
| 7.      | 12 lutego | 2002 | Salt Lake City | Zjazd       | 1:39,56    | +1,11  | Carole Montillet     |
| DNF     | 17 lutego | 2002 | Salt Lake City | Supergigant | 1:13,59    | -      | Daniela Ceccarelli   |
| 14.     | 15 lutego | 2006 | Turyn          | Zjazd       | 1:56,49    | +1,87  | Michaela Dorfmeister |
| 15.     | 20 lutego | 2006 | Turyn          | Supergigant | 1:32,47    | +1,53  | Michaela Dorfmeister |

### Mistrzostwa świata
| Miejsce | Dzień       | Rok  | Miejscowość       | Konkurencja | Czas biegu | Strata | Zwyciężczyni          |
| ------- | ----------- | ---- | ----------------- | ----------- | ---------- | ------ | --------------------- |
| 7.      | 3 lutego    | 1999 | Vail/Beaver Creek | Supergigant | 1:20,53    | +0,81  | Alexandra Meissnitzer |
| 13      | 7 lutego    | 1999 | Vail/Beaver Creek | Zjazd       | 1:48,20    | +1,50  | Isolde Kostner        |
| 18.     | 29 stycznia | 2001 | St. Anton         | Supergigant | 1:23,44    | +1,32  | Régine Cavagnoud      |
| 15.     | 6 lutego    | 2001 | St. Anton         | Zjazd       | 1:36,20    | +2,01  | Michaela Dorfmeister  |
| DNF     | 3 lutego    | 2003 | Sankt Moritz      | Supergigant | 1:27,48    | -      | Michaela Dorfmeister  |
| 11      | 9 lutego    | 2003 | Sankt Moritz      | Zjazd       | 1:34,30    | +0,73  | Mélanie Turgeon       |
| 16.     | 30 stycznia | 2005 | Bormio            | Supergigant | 1:17,64    | +1,56  | Anja Pärson           |
| 13.     | 6 lutego    | 2005 | Bormio            | Zjazd       | 1:39,90    | +2,06  | Janica Kostelić       |
| 22.     | 11 lutego   | 2007 | Åre               | Zjazd       | 1:26,89    | +2,12  | Anja Pärson           |

### Mistrzostwa świata juniorów
| Miejsce | Dzień     | Rok  | Miejscowość | Konkurencja | Czas biegu | Strata    | Zwyciężczyni    |
| ------- | --------- | ---- | ----------- | ----------- | ---------- | --------- | --------------- |
| 1.      | 16 marca  | 1995 | Voss        | Zjazd       | 1:26,23    | -         | -               |
| 26.     | 18 marca  | 1995 | Voss        | Slalom      | 1:22,12    | +8,08     | Marlies Oester  |
| 13.     | 20 marca  | 1995 | Voss        | Gigant      | 2:02,46    | +2,17     | Karin Roten     |
| 2.      | 27 lutego | 1996 | Schwyz      | Zjazd       | 1:34,10    | +0,25     | Selina Heregger |
| 1.      | 28 lutego | 1996 | Schwyz      | Supergigant | 1:31,50    | -         | -               |
| 5.      | 29 lutego | 1996 | Schwyz      | Gigant      | 2:07,15    | +4,17     | Karen Putzer    |
| 14.     | 2 marca   | 1996 | Schwyz      | Slalom      | 1:43,79    | +3,95     | Sandra Hälldahl |
| 2.      | 2 marca   | 1996 | Schwyz      | Kombinacja  | 45,77 pkt  | +4,77 pkt | Sandra Hälldahl |

### Puchar Świata

#### Miejsca w klasyfikacji generalnej
- sezon 1996/1997: 91.
- sezon 1997/1998: 54.
- sezon 1998/1999: 16.
- sezon 1999/2000: 48.
- sezon 2000/2001: 27.
- sezon 2001/2002: 18.
- sezon 2002/2003: 39.
- sezon 2003/2004: 25.
- sezon 2004/2005: 27.
- sezon 2005/2006: 26.
- sezon 2006/2007: 35.
- sezon 2007/2008: 96.

#### Miejsca na podium
1. Cortina d’Ampezzo – 23 stycznia 2001 (supergigant) – 2. miejsce
2. Åre – 8 marca 2001 (zjazd) – 3. miejsce
3. Lake Louise – 30 listopada 2001 (zjazd) – 2. miejsce
4. Sankt Moritz – 21 grudnia 2001 (zjazd) – 1. miejsce
5. Sestriere – 10 marca 2004 (zjazd) – 2. miejsce
6. Lake Louise – 3 grudnia 2005 (zjazd) – 2. miejsce